# Trophée européen FIRA de rugby à XV 1976-1977
Navigation
Trophée européen FIRA 1975-1976 Trophée européen FIRA 1977-1978
Le Trophée européen FIRA 1976-1977 est une compétition qui réunit les nations de la FIRA–AER qui ne participent pas au Tournoi des Cinq Nations, mais en présence des équipes de France B et du Maroc.

## Équipes participantes
| Division A - Espagne - France A - Italie - Maroc - Pologne - Roumanie | Division B - Allemagne - Tchécoslovaquie - Pays-Bas - Suède - Union soviétique | Division C - Belgique - Luxembourg - Suisse - Yougoslavie |

## Division A

### Classement
| Rang | Pays     | J | V | N | D | Pm  | Pe  | Diff | Pts |
| ---- | -------- | - | - | - | - | --- | --- | ---- | --- |
| 1    | Roumanie | 5 | 5 | 0 | 0 | 233 | 31  | +202 | 15  |
| 2    | France A | 5 | 4 | 0 | 1 | 145 | 48  | +97  | 13  |
| 3    | Italie   | 5 | 2 | 0 | 3 | 68  | 73  | -5   | 9   |
| 4    | Espagne  | 5 | 2 | 0 | 3 | 58  | 96  | -38  | 9   |
| 5    | Pologne  | 5 | 1 | 0 | 4 | 36  | 111 | -75  | 7   |
| 6    | Maroc    | 5 | 1 | 0 | 4 | 20  | 201 | -181 | 7   |

|  | Vainqueur de la compétition (no 1). |
|  | Relégué en division B (no 6).       |

### Matchs joués
| 17 octobre 1976 | Pologne | 8 - 38 (8 - 9) | Roumanie | Nowy Dwór Mazowiecki 2,000 spectateurs Arbitre : A. Laptchuk |
| 17 octobre 1976 |         |                |          | Nowy Dwór Mazowiecki 2,000 spectateurs Arbitre : A. Laptchuk |
| 17 octobre 1976 |         |                |          | Nowy Dwór Mazowiecki 2,000 spectateurs Arbitre : A. Laptchuk |

| 13 novembre 1976 | Pologne | 13 – 7 | Maroc | Sochaczew |
| 13 novembre 1976 |         |        |       | Sochaczew |
| 13 novembre 1976 |         |        |       | Sochaczew |

| 14 novembre 1976 | Roumanie | 15 – 12 (0 - 9) | France B | Bucarest 12,000 spectateurs Arbitre : J.C. Kelleher |
| 14 novembre 1976 |          |                 |          | Bucarest 12,000 spectateurs Arbitre : J.C. Kelleher |
| 14 novembre 1976 |          |                 |          | Bucarest 12,000 spectateurs Arbitre : J.C. Kelleher |

| 17 novembre 1976 | Roumanie | 89 – 0 (45 - 0) | Maroc | Bucarest 6,000 spectateurs Arbitre : M. Messan |
| 17 novembre 1976 |          |                 |       | Bucarest 6,000 spectateurs Arbitre : M. Messan |
| 17 novembre 1976 |          |                 |       | Bucarest 6,000 spectateurs Arbitre : M. Messan |

| 27 novembre 1976 | Italie                       | 17 – 4 (9 - 4) | Espagne      | Rome Arbitre : Saint Guilhem |
| 27 novembre 1976 | Essai(s) : 2 Pénalité(s) : 3 |                | Essai(s) : 1 | Rome Arbitre : Saint Guilhem |
| 27 novembre 1976 |                              |                |              | Rome Arbitre : Saint Guilhem |

| 5 décembre 1976 | France B | 28 – 21 | Espagne | Hendaye |
| 5 décembre 1976 |          |         |         | Hendaye |
| 5 décembre 1976 |          |         |         | Hendaye |

| 6 février 1977 | France B                                 | 10 – 3 | Italie          | Grenoble Arbitre : Burnett |
| 6 février 1977 | Essai(s) : 1 Pénalité(s) : 1 Drop(s) : 1 |        | Pénalité(s) : 1 | Grenoble Arbitre : Burnett |
| 6 février 1977 |                                          |        |                 | Grenoble Arbitre : Burnett |

| 20 février 1977 | Espagne | 21 – 3 | Maroc | Madrid |
| 20 février 1977 |         |        |       | Madrid |
| 20 février 1977 |         |        |       | Madrid |

| 6 mars 1977 | Maroc                        | 10 – 9 (6 - 6) | Italie                      | Casablanca Arbitre : Flingou |
| 6 mars 1977 | Essai(s) : 1 Pénalité(s) : 2 |                | Pénalité(s) : 2 Drop(s) : 1 | Casablanca Arbitre : Flingou |
| 6 mars 1977 |                              |                |                             | Casablanca Arbitre : Flingou |

| 20 mars 1977 | Maroc | 0 – 69 | France B | Casablanca |
| 20 mars 1977 |       |        |          | Casablanca |
| 20 mars 1977 |       |        |          | Casablanca |

| 2 avril 1977 | Italie                                             | 29 – 3 (13 - 0) | Pologne         | Catane Arbitre : Rigole |
| 2 avril 1977 | Essai(s) : 4 Transformation(s) : 2 Pénalité(s) : 3 |                 | Pénalité(s) : 1 | Catane Arbitre : Rigole |
| 2 avril 1977 |                                                    |                 |                 | Catane Arbitre : Rigole |

| 17 avril 1977 | Espagne | 11 – 3 | Pologne | Madrid |
| 17 avril 1977 |         |        |         | Madrid |
| 17 avril 1977 |         |        |         | Madrid |

| 23 avril 1977 | Espagne | 12 – 22 (0 - 9) | Roumanie | Barcelone 3,500 spectateurs Arbitre : G. Chevrier |
| 23 avril 1977 |         |                 |          | Barcelone 3,500 spectateurs Arbitre : G. Chevrier |
| 23 avril 1977 |         |                 |          | Barcelone 3,500 spectateurs Arbitre : G. Chevrier |

| 1er mai 1977 | Roumanie                                        | 69 – 0 (25 - 0) | Italie | Bucarest 10,000 spectateurs Arbitre : R. Quittenton |
| 1er mai 1977 | Essai(s) : 12 Transformation(s) : 9 Drop(s) : 1 |                 |        | Bucarest 10,000 spectateurs Arbitre : R. Quittenton |
| 1er mai 1977 |                                                 |                 |        | Bucarest 10,000 spectateurs Arbitre : R. Quittenton |

| 1er juillet 1977 | Pologne | 9 – 26 | France B | Varsovie |
| 1er juillet 1977 |         |        |          | Varsovie |
| 1er juillet 1977 |         |        |          | Varsovie |

## Division B

### Classement
| Rang | Pays             | J | V | N | D | Pm  | Pe  | Diff | Pts |
| ---- | ---------------- | - | - | - | - | --- | --- | ---- | --- |
| 1    | Tchécoslovaquie  | 4 | 4 | 0 | 0 | 90  | 31  | +59  | 12  |
| 2    | Union soviétique | 4 | 3 | 0 | 1 | 106 | 25  | +81  | 10  |
| 3    | Allemagne        | 4 | 1 | 1 | 2 | 54  | 31  | +23  | 7   |
| 4    | Pays-Bas         | 3 | 1 | 1 | 1 | 67  | 66  | +1   | 7   |
| 5    | Suède            | 4 | 0 | 0 | 4 | 24  | 188 | -164 | 4   |

|  | Promu en division A (no 1). |

### Matchs joués
| 10 octobre 1976 | Pays-Bas | 34 - 3 | Suède | Hilversum |
| 10 octobre 1976 |          |        |       | Hilversum |
| 10 octobre 1976 |          |        |       | Hilversum |

| 17 octobre 1976 | Tchécoslovaquie | 9 – 6 | Union soviétique | Říčany |
| 17 octobre 1976 |                 |       |                  | Říčany |
| 17 octobre 1976 |                 |       |                  | Říčany |

| 6 novembre 1976 | Tchécoslovaquie | 22 – 6 | Allemagne | Říčany |
| 6 novembre 1976 |                 |        |           | Říčany |
| 6 novembre 1976 |                 |        |           | Říčany |

| 21 novembre 1976 | Allemagne | 13 - 13 | Pays-Bas | Hanovre |
| 21 novembre 1976 |           |         |          | Hanovre |
| 21 novembre 1976 |           |         |          | Hanovre |

| 1976 | Union soviétique | 6 – 0 | Pays-Bas | ? |
| 1976 |                  |       |          | ? |
| 1976 |                  |       |          | ? |

| 1er janvier 1977 | Union soviétique | 72 – 0 | Suède | Tbilissi |
| 1er janvier 1977 |                  |        |       | Tbilissi |
| 1er janvier 1977 |                  |        |       | Tbilissi |

| 17 avril 1977 | Pays-Bas | 7 – 9 | Tchécoslovaquie | Hilversum |
| 17 avril 1977 |          |       |                 | Hilversum |
| 17 avril 1977 |          |       |                 | Hilversum |

| 17 avril 1977 | Allemagne | 16 – 22 | Union soviétique | Hanovre |
| 17 avril 1977 |           |         |                  | Hanovre |
| 17 avril 1977 |           |         |                  | Hanovre |

| 8 mai 1977 | Suède | 9 – 32 | Allemagne | Stockholm |
| 8 mai 1977 |       |        |           | Stockholm |
| 8 mai 1977 |       |        |           | Stockholm |

| 21 mai 1977 | Suède | 12 – 50 | Tchécoslovaquie | Göteborg |
| 21 mai 1977 |       |         |                 | Göteborg |
| 21 mai 1977 |       |         |                 | Göteborg |

## Division C

### Classement
| Rang | Pays        | J | V | N | D | Pm | Pe | Diff | Pts |
| ---- | ----------- | - | - | - | - | -- | -- | ---- | --- |
| 1    | Belgique    | 3 | 3 | 0 | 0 | 57 | 25 | +32  | 6   |
| 2    | Yougoslavie | 2 | 1 | 0 | 1 | 24 | 14 | +10  | 2   |
| 3    | Suisse      | 3 | 1 | 0 | 2 | 29 | 47 | -18  | 2   |
| 4    | Luxembourg  | 2 | 0 | 0 | 2 | 7  | 31 | -24  | 0   |

### Matchs joués
La rencontre entre la Yougoslavie et le Luxembourg n'est pas disputée.
| 8 décembre 1976 | Belgique | 8 - 6 | Yougoslavie | Bruxelles |
| 8 décembre 1976 |          |       |             | Bruxelles |
| 8 décembre 1976 |          |       |             | Bruxelles |

| 11 décembre 1976 | Suisse | 6 – 18 | Yougoslavie | Lausanne |
| 11 décembre 1976 |        |        |             | Lausanne |
| 11 décembre 1976 |        |        |             | Lausanne |

| 16 avril 1977 | Suisse | 16 – 25 | Belgique | Lausanne |
| 16 avril 1977 |        |         |          | Lausanne |
| 16 avril 1977 |        |         |          | Lausanne |

| 27 avril 1977 | Belgique | 24 – 3 | Luxembourg | Bruxelles |
| 27 avril 1977 |          |        |            | Bruxelles |
| 27 avril 1977 |          |        |            | Bruxelles |

| 14 mai 1977 | Luxembourg | 4 – 7 | Suisse | Luxembourg |
| 14 mai 1977 |            |       |        | Luxembourg |
| 14 mai 1977 |            |       |        | Luxembourg |